# Вальхайм (Рейнланд-Пфальц)
Вальхайм (нем. Wahlheim) — община в Германии, в земле Рейнланд-Пфальц.
Входит в состав района Альцай-Вормс. Подчиняется управлению Альцай-Ланд. Население составляет 615 человек (на 31 декабря 2010 года). Занимает площадь 3,27 км².